# Sammlung Kennepohl
Die Münzsammlung Karl Kennepohl ist eine der umfangreichsten Sammlungen westfälischer Münzen, die jemals versteigert wurden. Sie wurde 2004 durch das Auktionshaus Künker in Osnabrück verauktioniert. Die Sammlung enthielt fast 5000 Einzelobjekte mit zahlreichen numismatischen Besonderheiten vom 8. bis zum 19. Jahrhundert.
Peter Berghaus schrieb 1958 in seinem Nachruf zu Karl Kennepohl im Numismatischen Nachrichtenblatt: „Wer Karl Kennepohl persönlich gekannt hat und mit ihm befreundet war, wird diese markante Persönlichkeit niemals vergessen können, diesen arbeitsfreudigen, lebensfrohen und aufgeschlossenen Menschen.“

## Der Sammler
Karl Kennepohl unterrichtete viele Jahre am Gymnasium Carolinum als Lehrer für Deutsch, Geschichte und Erdkunde. Karl Kennepohl erlangte aber vor allem Bekanntheit wegen seiner zahlreichen numismatischen Veröffentlichungen (s. u.) und seinem 1938 erschienenen Buch über die Münzen des Bistums und der Stadt Osnabrück. Seinem enormen Fleiß, seiner Gründlichkeit und Akribie ist es zu verdanken, dass die westfälische mittelalterliche Numismatik heute auf eine breite Quellenbasis zurückgreifen kann. Wegen seiner wissenschaftlichen Arbeiten im Bereich der Numismatik hat sich Karl Kennepohl um die Geschichte Osnabrücks verdient gemacht und am 3. Januar 1955 ehrte ihn der Rat der Stadt mit der Justus-Möser-Medaille, die höchste Auszeichnung, die von der Stadt Osnabrück verliehen wird.
Karl Kennepohl wurde am 5. Juni 1895 als Sohn des Gymnasialoberlehrers Hermann Kennepohl und seiner Frau Theresia in Osnabrück geboren und legte bei Ausbruch des Weltkrieges 1914 am Gymnasium Carolinum die Reifeprüfung ab. Wegen einer Erkrankung wurde er bereits im Herbst 1914 aus dem Kriegsdienst beim Infanterie-Regiment Herzog Friedrich Wilhelm zu Braunschweig Nr. 78 entlassen. Es folgten Jahre des Studiums in Würzburg und Münster, wo er 1918 promoviert wurde. Zwei Jahre unterrichtete er von 1925 bis 1927 als Studienassessor am Georgianum Lingen. Neben seiner späteren Tätigkeit als Studienrat errichtete Karl Kennepohl für die Stadt Osnabrück ein Münzkabinett, das bis zum Zweiten Weltkrieg im Rathaus neben dem Friedenssaal untergebracht war.
Nebenbei legte er auch für sich selbst eine Privatsammlung an. Besondere Schwerpunkte waren Osnabrück und Münster, außerdem noch Bentheim, Corvey, Lippe und Ostfriesland. Auf ihn geht die Gründung des numismatischen Freundeskreises der Osnabrücker „Münzbolde“ zurück, zu dem bedeutende Sammler wie Alfons Buller, Karl Ordelheide, Albert Terberger und Friedrich Waldmann gehörten.
Als ausgewiesener Kenner der ostfriesischen Münzen erhielt Kennepohl 1952 von der Ostfriesischen Landschaft in Aurich den Auftrag, ein Korpuswerk über die Münzen Ostfrieslands zu veröffentlichen. Daran arbeitete er bis kurz vor seinem Tod am 17. August 1958. Eine Vollendung des Werkes gelang ihm aber nicht mehr Anton Kappelhoff arbeitete an Kennepohls Werk weiter, das sein Sohn Bernd Kappelhoff 1982 schließlich herausgab.
Auch die 1951 in Göttingen gegründete Deutsche Numismatische Gesellschaft (damals: „Verband der westdeutschen Münzvereine“) hat Karl Kennepohl viel zu verdanken, war er doch bis 1956 ihr erster Vorsitzender. Darüber hinaus war Karl Kennepohl Beisitzer in der Numismatischen Kommission der Länder in der Bundesrepublik Deutschland und Mitglied in der Historischen Kommission für Niedersachsen und Bremen.
Karl-August Kennepohl, der am 22. Mai 1922 geborene Sohn von Karl Kennepohl, interessierte sich besonders für technische Fragen, und so wurde er bereits nach dem Kriegsabitur am Carolinum als ganz junger Mann leitender Ingenieur bei der Kriegsmarine auf U 643 unter Kapitänleutnant Speidel. U 643 wurde am 8. Oktober 1943 durch Flieger im Nordatlantik versenkt, die Besatzung aber von Engländern gerettet und geriet in englische und später in kanadische Gefangenschaft. In Kanada stieß er auf die Spuren seines Vaters, als er in einem Museum gefragt wurde, ob er mit dem Numismatiker Karl Kennepohl verwandt sei.
1948 wurde er nach seiner Rückkehr aus der Kriegsgefangenschaft bei den Osnabrücker Kupfer- und Drahtwerken eingestellt. Aufgrund seiner fachlichen Qualifikation stieg er 1966 zum Leiter des Walzwerks auf und wurde 1978 zum Werksdirektor bei Kabelmetal Osnabrück bestellt. Unvergessen ist sein Ausruf während einer Sitzung als Leiter des Walzwerks: „Ihr sollt kein Blech reden, ihr sollt Blech machen!“. Er heiratete 1951 Ursula König, Tochter des Arztes Fritz König, der mit der Familie Kennepohl befreundet war und auch Münzen sammelte.
Von Mitgliedern des „Münzboldes“ ist überliefert, dass Karl Kennepohl nach Fertigstellung seines Osnabrück-Buches die Münzen von Osnabrück im wahrsten Sinne des Wortes nicht mehr sehen konnte und kurz entschlossen an seinen Freund König verkaufte. So wurden durch glückliche Umstände die getrennten Sammlungsteile später wieder vereinigt. Karl-August Kennepohl fühlte sich ganz sicher der numismatischen Tradition seines Vaters verpflichtet, die Münzen hatten aber für ihn nicht die gleiche Bedeutung. Seine Familie, seine Frau und die vier Kinder waren ihm wichtiger, Wandern und die Erforschung der Heimat zählten zu seinen Hobbys. Als Sammelgebiet hatte Karl-August Kennepohl die niedersächsischen Städte ausgewählt. Sein früher Tod am 18. Juli 1981 hat ihn daran gehindert, seinen Teil der Sammlung Kennepohl weiter auszubauen.

## Versteigerung und Highlights der Sammlung Kennepohl
Die Versteigerung der Sammlung Kennepohl erfolgte auf der Auktion 93 des Auktionshauses Fritz Rudolf Künker in Osnabrück. Die einzelnen Objekte wurden geographisch nach Münzstätten sortiert:
- Karolinger
- Osnabrück (Bistum, Domkapitel, Stadt)
- Wiedenbrück
- Münster (Bistum, Domkapitel, Stadt, Gegenstempel)
- Kupferprägungen

1. Ahlen
2. Beckum
3. Bocholt
4. Coesfeld
5. Dülmen
6. Rheine
7. Telgte
8. Warendorf
9. Werne

- Minden (königl. Münzstätte, Bistum, Kurfürsten von Brandenburg)
- Ravensberg
- Herford
- Lippe
- Lemgo
- Lippstadt
- Holstein-Schaumburg
- Schaumburg-Hessen
- Schaumburg-Lippe
- Paderborn (Bistum, Domkapitel, Stadt)
- Warburg
- Corvey
- Helmarshausen
- Bentheim (Grafschaft, Bentheim-Steinfurt, Bentheim-Tecklenburg-Rheda)
- Anhalt
- Lingen
- Diepholz
- Hoya
- Vechta
- Wildeshausen
- Oldenburg
- Knyphausen
- Ostfriesland
- Jever
- Emden
- Münzen des norddeutschen Raumes

1. Haithabu
2. Ballenstedt
3. Braunschweig
4. Braunschweig und Lüneburg
5. Einbeck
6. Flensburg
7. Gittelde
8. Göttingen
9. Goslar
10. Halberstadt
11. Hamburg
12. Hameln
13. Hannover
14. Helmstedt
15. Hildesheim
16. Hohnstein
17. Kiel
18. Lübeck
19. Lüneburg
20. Magdeburg
21. Mecklenburg
22. Mittelwesergebiet
23. Northeim
24. Quedlinburg
25. Stade
26. Wölpe

Besonders hervorzuheben sind beispielsweise ein Goldgulden des Bischofs Erich II. von Braunschweig-Grubenhagen (1508–1532) aus dem Jahre 1515, von dem nur 4 Exemplare bekannt sind (Auktion 93, Nr. 3101). Weiterhin enthielt die Sammlung einen äußerst seltenen Löser (Auktion 93, Nr. 3141) zu 5 Reichstalern o. J. (1662) von Ernst August I. von Braunschweig-Lüneburg (1662–1698). Auch eine sehr seltene Silbermedaille (Auktion 93, Nr. 3466) des Münsteraner Bischofs Clemens August von Bayern (1719–1761) gehörte zu den versteigerten Exponaten. Von numismatischer Bedeutung waren sicherlich auch die zahlreichen Kleinmünzen der verschiedenen Teilgebiete, die in solch einer Menge bislang selten versteigert wurden.